# Folkton
Folkton is een civil parish in het bestuurlijke gebied Scarborough, in het Engelse graafschap North Yorkshire met 535 inwoners.